# Deutsche Eishockey Liga 2011-2012
La Deutsche Eishockey Liga 2011-2012 fu la diciottesima stagione della Deutsche Eishockey Liga. Al termine dei playoff gli Eisbären Berlin sconfiggendo gli Adler Mannheim vinsero il loro sesto titolo della DEL in otto stagioni, il secondo consecutivo.
Per la prima volta da dieci anni, fra le stagioni 2000-2001 e 2001-2002, non vi furono cambiamenti nelle squadre iscritte rispetto alla stagione. Tutte e 14 le squadre iscritte alla lega confermarono la propria presenza.

## Stagione regolare
Il formato del campionato rimase invariato rispetto alla stagione precedente: le 14 squadre in un girone all'italiana affrontarono un doppio turno di andata e ritorno, per un totale di 52 incontri. Solo alle prime sei squadre fu garantito l'accesso ai playoff, mentre quelle dal sesto al decimo disputarono un turno aggiuntivo per gli ultimi due posti validi per i playoff.

### Classifica
|                     | Pos. | Squadra             | Pt | G  | V  | VOT | POT | P  | GF  | GS  | DR  |
| ------------------- | ---- | ------------------- | -- | -- | -- | --- | --- | -- | --- | --- | --- |
| Germania (bandiera) | 1.   | Eisbären Berlino    | 95 | 52 | 26 | 7   | 3   | 16 | 171 | 140 | +31 |
|                     | 2.   | ERC Ingolstadt      | 93 | 52 | 26 | 5   | 5   | 16 | 168 | 150 | +18 |
|                     | 3.   | Grizzlys Wolfsburg  | 91 | 52 | 25 | 6   | 4   | 17 | 174 | 122 | +52 |
|                     | 4.   | Adler Mannheim      | 90 | 52 | 23 | 7   | 7   | 15 | 171 | 148 | +23 |
|                     | 5.   | Hamburg Freezers    | 83 | 52 | 22 | 6   | 5   | 19 | 149 | 149 | 0   |
|                     | 6.   | Straubing Tigers    | 80 | 52 | 20 | 8   | 4   | 20 | 161 | 151 | +10 |
|                     | 7.   | DEG Metro Stars     | 80 | 52 | 19 | 7   | 9   | 17 | 162 | 167 | -5  |
|                     | 8.   | Augsburger Panther  | 79 | 52 | 20 | 6   | 7   | 19 | 135 | 131 | +4  |
|                     | 9.   | Kölner Haie         | 78 | 52 | 21 | 4   | 7   | 20 | 135 | 145 | -10 |
|                     | 10.  | Iserlohn Roosters   | 77 | 52 | 19 | 6   | 8   | 19 | 150 | 150 | 0   |
|                     | 11.  | EHC München         | 71 | 52 | 17 | 6   | 8   | 21 | 124 | 135 | -11 |
|                     | 12.  | Krefeld Pinguine    | 69 | 52 | 18 | 4   | 7   | 23 | 126 | 153 | -27 |
|                     | 13.  | Nürnberg Ice Tigers | 55 | 52 | 13 | 5   | 6   | 28 | 122 | 165 | -43 |
|                     | 14.  | Hannover Scorpions  | 51 | 52 | 12 | 6   | 3   | 31 | 119 | 161 | -13 |

Legenda:

      Ammesse ai Playoff
      Ammesse alla Qualificazione Playoff
Note:

Tre punti a vittoria, due punti a vittoria dopo overtime, un punto a sconfitta dopo overtime, zero a sconfitta.

## Playoff
|  | Quarti di finale | Quarti di finale | Quarti di finale |                |                         | Semifinali      | Semifinali | Semifinali |  |  | Finale | Finale          | Finale |
|  |                  |                  |                  |                |                         |                 |            |            |  |  |        |                 |        |
|  | 1                | Eisbären Berlin  | 4                |                |                         |                 |            |            |  |  |        |                 |        |
|  | 9                | Kölner Haie      | 0                |                |                         |                 |            |            |  |  |        |                 |        |
|  | 9                | Kölner Haie      | 0                |                | 1                       | Eisbären Berlin | 3          |            |  |  |        |                 |        |
|  |                  |                  |                  |                | 1                       | Eisbären Berlin | 3          |            |  |  |        |                 |        |
|  |                  | 6                | Straubing Tigers | 1              |                         |                 |            |            |  |  |        |                 |        |
|  | 3                | 6                | Straubing Tigers | 1              | Grizzly Adams Wolfsburg | 0               |            |            |  |  |        |                 |        |
|  | 3                |                  |                  |                | Grizzly Adams Wolfsburg | 0               |            |            |  |  |        |                 |        |
|  | 6                | Straubing Tigers | 4                |                |                         |                 |            |            |  |  |        |                 |        |
|  |                  |                  |                  |                |                         |                 |            |            |  |  | 1      | Eisbären Berlin | 3      |
|  |                  |                  | 4                | Adler Mannheim | 2                       |                 |            |            |  |  |        |                 |        |
|  | 4                | Adler Mannheim   | 4                |                |                         |                 |            |            |  |  |        |                 |        |
|  | 5                | Hamburg Freezers | 1                |                |                         |                 |            |            |  |  |        |                 |        |
|  | 5                | Hamburg Freezers | 1                |                | 4                       | Adler Mannheim  | 3          |            |  |  |        |                 |        |
|  |                  |                  |                  |                | 4                       | Adler Mannheim  | 3          |            |  |  |        |                 |        |
|  |                  | 2                | ERC Ingolstadt   | 1              |                         |                 |            |            |  |  |        |                 |        |
|  | 2                | 2                | ERC Ingolstadt   | 1              | ERC Ingolstadt          | 4               |            |            |  |  |        |                 |        |
|  | 2                |                  |                  |                | ERC Ingolstadt          | 4               |            |            |  |  |        |                 |        |
|  | 7                | DEG Metro Stars  | 1                |                |                         |                 |            |            |  |  |        |                 |        |

### Qualificazioni
| Squadra 1          | Totale | Squadra 2         | Gara 1 | Gara 2 | Gara 3 |
| ------------------ | ------ | ----------------- | ------ | ------ | ------ |
| DEG Metro Stars    | 2 - 0  | Iserlohn Roosters | 4 - 1  | 7 - 4  |        |
| Augsburger Panther | 0 - 2  | Kölner Haie       | 1 - 5  | 1 - 3  |        |

### Quarti di finale
| Squadra 1          | Totale | Squadra 2        | Gara 1 | Gara 2 | Gara 3    | Gara 4 | Gara 5 | Gara 6 | Gara 7 |
| ------------------ | ------ | ---------------- | ------ | ------ | --------- | ------ | ------ | ------ | ------ |
| Eisbären Berlino   | 4 - 0  | Kölner Haie      | 5 - 1  | 4 - 2  | 3 - 1     | 3 - 0  |        |        |        |
| ERC Ingolstadt     | 4 - 1  | DEG Metro Stars  | 5 - 3  | 1 - 5  | 3 - 2 dts | 6 - 1  | 4 - 3  |        |        |
| Grizzlys Wolfsburg | 0 - 4  | Straubing Tigers | 1 - 2  | 0 - 7  | 1 - 3     | 3 - 7  |        |        |        |
| Adler Mannheim     | 4 - 1  | Hamburg Freezers | 4 - 0  | 8 - 1  | 1 - 2     | 3 - 1  | 3 - 1  |        |        |

### Semifinali
| Squadra 1        | Totale | Squadra 2        | Gara 1 | Gara 2 | Gara 3 | Gara 4 | Gara 5 |
| ---------------- | ------ | ---------------- | ------ | ------ | ------ | ------ | ------ |
| Eisbären Berlino | 3 - 1  | Straubing Tigers | 4 - 1  | 4 - 1  | 1 - 3  | 4 - 2  |        |
| ERC Ingolstadt   | 1 - 3  | Adler Mannheim   | 1 - 4  | 3 - 4  | 3 - 0  | 2 - 6  |        |

### Finale
| Squadra 1        | Totale | Squadra 2      | Gara 1 | Gara 2 | Gara 3 | Gara 4    | Gara 5 |
| ---------------- | ------ | -------------- | ------ | ------ | ------ | --------- | ------ |
| Eisbären Berlino | 3 - 2  | Adler Mannheim | 2 - 0  | 1 - 4  | 1 - 2  | 6 - 5 dts | 3 - 1  |